# Infraestruturas e serviços públicos de Bilbau

## Educação
| Nível de ensino                                         | A   | B   | D   | X  |
| ------------------------------------------------------- | --- | --- | --- | -- |
| Infantil                                                | 8%  | 38% | 53% | 1% |
| Primário                                                | 14% | 43% | 41% | 2% |
| Secundário obrigatório                                  | 38% | 31% | 29% | 2% |
| Bachillerato ‡                                          | 72% |     | 26% | 2% |
| ‡ Últimos anos do ensino secundário e pré-universitário |     |     |     |    |

No País Basco espanhol, a educação obrigatória é bilingue em castelhano e em basco (euskera), podendo os estudantes optar por um de quatro modelos — A, B, D e X — de acordo com a preponderância de uma ou outra língua nas aulas. No modelo A, o ensino é integralmente castelhano à exceção da disciplina de basco. No modelo D passa-se exatamente o contrário. O modelo B é um misto do A e D, enquanto que o modelo X corresponde a esquemas de ensino em outras línguas estrangeiras. Em Bilbau no ensino infantil e primário, o qual vai decaindo a favor do modelo A nos níveis mais avançados.

### Universidades
Há duas universidades com sede em Bilbau. A mais antiga é a Universidade de Deusto, fundada pela Companhia de Jesus em 1886, a qual foi o único estabelecimento de ensino universitário na cidade até 1968, quando foi criada a Universidade de Bilbau. Esta foi convertida em 1980 na Universidade do País Basco. Embora esta tenha o seu campus principal da Biscaia no município de Leioa, encontram-se em Bilbau as seguintes escolas: Faculdade de Ciências Económicas e Empresariais, Escola Técnica Superior de Engenharia, Escola Universitária de Estudos Empresariais, Escola Universitária de Engenharia Técnica Industrial e a Escola Universitária de Magistério.
Dentre outros edifícios universitários, destacam-se o Paraninfo da Universidade do País Basco, da autoria do arquiteto português Siza Vieira, situado em Abandoibarra e inaugurado em setembro de 2010; e a Nova Biblioteca da Universidade de Deusto, da autoria do arquiteto espanhol Rafael Moneo e aberto ao público em dezembro de 2008.

## Saúde
Os centros hospitalares públicos estão na dependência do Serviço Basco de Saúde (Osakidetza). O mais importante da cidade é o Hospital de Basurto, situado no bairro homónimo. Foi inaugurado a 13 de setembro de 1908, após 10 anos de obras e coletas para o seu financiamento. A sua construção deveu-se ao rápido crescimento da população no final do século XIX e e escassa higiene da água, que fizeram com que o velho hospital de Achuri ficasse obsoleto. O seu desenho foi inspirado no Hospital Eppendorf de Hamburgo, um dos mais modernos da época e pioneiro na separação de doentes por pavilhões. Em novembro de 2008 recebeu o prémio Best In Class como o melhor centro hospitalar de Espanha na atenção ao paciente.
Há outros hospitais que assistem as necessidades de saúde não só dos habitantes de Bilbau, mas também da província, mas encontram-se fora do centro da cidade. Entre estes destacam-se o Hospital de Cruces (Gurutzetako Ospitalea), em Baracaldo, e o Hospital de Galdácano-Usansolo, em Galdácano e, de menor dimensão, o de Santa Marina. Em maio de 2010 foi iniciada a construção de um terceiro grande hospital na Biscaia, o Hospital Uribe, na localidade de Urdúliz, que cobrirá as necessidades sanitárias de 170 000 habitantes dos municípios da margem direita da ria, nomeadamente Sopelana, Urdúliz, Plencia e Guecho, além de descongestionar os outros centros hospitalares.
Em 1 de julho de 2008 entrou em funcionamento a Tarjeta Electrónica Sanitaria con Usos Ciudadanos (Cartão Eletrónico Sanitário com Usos Cidadãos), um cartão de identificação individual que, através de assinatura digital, permite realizar diversas transações em linha relacionadas com medicina e outros, como declaração de impostos ou consultas da situação legal.

## Competências municipais
O artigo 42 da Ley General de Sanidad determina que os ayuntamientos, sem prejuízo das competências das restantes administrações públicas, têm as seguintes responsabilidades mínimas em assuntos relacionados com saúde:
a) Controle sanitário do meio ambiente — poluição atmosférica, abastecimento de água, saneamento de águas residuais, resíduos urbanos e industriais.
b) Controle sanitário de indústrias, atividades e serviços, transportes, ruídos e vibrações.
c)  Controle sanitário de edifícios e lugares de habitação e convivência humana, especialmente dos centros de alimentação, cabeleireiros, saunas e centros de higiene pessoal, hotéis e centros residenciais, escolas, acampamentos turísticos e áreas de atividade física, desportivas e de recreio.
d)  Controle sanitário da distribuição e abastecimento de alimentos perecíveis, bebidas e demais produtos, direta ou indiretamente relacionados com o uso ou consumo humanos, assim como os meios do seu transporte.
e)  Controle sanitário dos cemitérios e polícia sanitária mortuária.

## Segurança de pessoas e bens
Bilbau tem um corpo de polícia municipal próprio, com um quadro de cerca de 800 agentes. Este corpo tem as seguintes subdivisões: trânsito, proteção pública e serviços especiais. Esta última partilha competências de polícia judiciária com a Ertzaintza (a polícia autonómica basca), e outras forças policiais nacionais. É composta pelas seguintes unidades: antidroga, polícia científica, investigação de delitos, informação e documentação, segurança de autoridades ou de escoltas, diligências, e custódia e transporte de detidos.
Segundo um relatório de 2004 do Ayuntamiento de Bilbau, a cidade é considerada segura. Nesse ano, a taxa de delitos por cada mil habitantes foi de 58, muito abaixo de outras capitais de província como Sevilha (151) ou Málaga (148,9) e da taxa nacional de 78. Os delitos mais comuns são os de trânsito, infrações várias  e destruição de património. Nesse ano não houve registo de atos de terrorismo nem atos de vandalismo por parte da chamada kale borroka (violência urbana levada a cabo por militantes nacionalistas de esquerda). Não obstante, um estudo publicado em 2006 afirmava que há muitos cidadãos que encaram os imigrantes estrangeiros como uma das causas da insegurança que se sente em alguns bairros como San Francisco ou Santuchu.

## Meio ambiente
O município iniciou a transformação para se tornar uma "cidade sustentável" depois de subscrever em 1998 a Carta de Aalborg e aderir à Campanha de Cidades Europeias Sustentáveis. Este compromisso materializou-se no desenvolvimento e aplicação local da Agenda 21, um projeto que fomenta uma política municipal mais respeitadora do ambiente para melhorar a qualidade de vida de todos os cidadãos. A incorporação em 2003 na Udalsarea 21, a Rede Basca de Municípios para a Sustentabilidade, permitiu estabelecer um plano concreto de atuação seguindo as diretrizes da Agenda Local 21.
De modo genérico, as funções mais importantes que se vêm desenvolvendo na atualidade são as seguintes: realização de campanhas, estudos, planos e projetos específicos em matéria de meio ambiente, colaboração com centros de ensino, instituições e associações em temas de sensibilização e educação ambiental, vigilância da qualidade do ar, controle sistemático das indústrias e atividades potencialmente contaminadoras do ambiente, controle dos despejos industriais na rede de saneamento, controle dos resíduos industriais, controle de ruído de veículos e controle de despejos clandestinos, entre outras.

## Água potável
O abastecimento de água potável é assegurado pela empresa "Consorcio de Aguas Bilbao Bizkaia", uma entidade pública cuja razão social é a prestação de todos os serviços de abastecimento e saneamento de água a 65 municípios, que representam 90% da população da Biscaia, aproximadamente um milhão de pessoas. O consórcio é integrado pelos 65 municípios a que presta serviços, pela Deputação Foral de Biscaia e pelo Governo Basco, além de manter vários convénios de colaboração com diversas entidades locais.
A gestão do ciclo completo da água inicia-se com a captação nas barragens de Ullíbarri-Gamboa e Urrunaga, ambas na bacia do rio Zadorra e que armazenam 90% da água distribuída pelo consórcio. Em períodos de seca recorre-se também a outras barragens secundárias menores. O Consorcio de Aguas gere cinco centrais de tratamento nas quais são tratados até 111 milhões de metros cúbicos: Venta Alta em Arrigorriaga, Basatxu em Baracaldo, Lekue em Galdácano, Garaizar em Durango e San Cristóbal em Yurre.
A principal infraestrutura de saneamento de águas residuais, a Estação Depuradora de Galindo, encontra-se em Sestao. A sua construção começou em 1985 e foi decisiva para a melhoria do meio natural e a nova imagem de rios, ria e praias. Nesta estação são depurados diariamente 350 000 metros cúbicos de águas residuais. Além do tratamento das águas propriamente dito, a central trata igualmente as lamas resultantes desse processo.

## Recolha de lixo e limpeza de vias públicas
A recolha de lixo e a limpeza de vias públicas são levadas a cabo pelo ayuntamiento, sob a denominação "Bilbao garbi" (Bilbau limpo). Em 2005, o orçamento para trabalhos de limpeza e gestão de resíduos foi 51,72 milhões de euros. Desde 1 de janeiro de 2006 que esses serviços são realizados todos os dias de semana em todo o município. Para a recolha de resíduos, a cidade tinha, em 2006, 798 contentores de 2 400 litros de capacidade, pintados com diferentes cores para facilitar a reciclagem de vidro, plástico, papel e derivados.
Em 2007, o volume de papel e cartão reciclado por habitante foi de 40 kg, o dobro da média espanhola. Para a limpeza das vias públicas, o ayuntamiento tinha (em 2006) uma frota de 230 veículos, como máquinas varredoras e camiões de lavagem. 80% do serviço é levado a cabo durante o dia, para diminuir o impacto dos ruídos.

## Abastecimento de víveres
Em 2012 funcionavam em Bilbau sete mercados municipais, distribuídos pelos diferentes bairros. Há também diversos centros comerciais, alguns deles em áreas limítrofes, como Basauri e Baracaldo, supermercados e uma grande quantidade de pequenos comércios. Estes dispoem de um grande centro de abastecimento de alimentos perecíveis, o Mercabilbao, situado em Basauri e inaugurado em 1971, o maior do seu género no norte de Espanha. A influência do Mercabilbao estende-se a toda a Biscaia, e ainda às províncias vizinhas de Álava, Guipúscoa, Cantábria, Burgos, La Rioja e também à zona fronteiriça francesa. Antes de ser criado o Mercabilbao, o principal mercado de Bilbau era o Mercado da Ribeira, construído em 1929 junto à Igreja de Santo Antão, na margem da ria e na orla do Casco Velho.

## Zonas Wi-Fi grátis
O projeto Bilbao 39.net, previsto na "Agenda Digital Bilbao 2012", dotou a cidade com 39 zonas (uma por cada bairro) com acesso grátis à Internet através de Wi-Fi (rede sem fios). O sistema não requer senhas e não permite  downloads peer-to-peer e a alguns conteúdos, nomeadamente  pornográficos e violentos.

## Energia

### Eletricidade
Tanto a urbe como a sua área metropolitana, assim como o País Basco em geral são grandes consumidores de energia elétrcia desde os primeiros tempos do seu uso, devido ao alto grau de industrialização da região.[carece de fontes?]
A empresa elétrica Iberdrola, o maior grupo energético espanhol presente em mais de 40 países, tem a sua sede em Bilbau. Foi criada em 1992, resultando da fusão das empresas Iberduero e Hidroeléctrica Española. No município vizinho de Santurce há uma central termoelétrica de 935 MW, outra de ciclo combinado de 400 MW. Em Ciérvana está instalada a "Bahía de Bizkaia Electricidad", outra central de ciclo combinado de 800 MW. A eletricidade produzida por estas centrais é transportada para a subestação de Güeñes pela empresa Rede Eléctrica, que tem a seu cargo o transporte em toda a Espanha da energia elétrica entre as centrais e as áreas de consumo.
Há ainda outra central de ciclo combinado com  750 MW, Bizkaia Energia, cuja energia é distribuída a partir da subestação de Gatica, a qual foi construída para ligar a central nuclear de Lemóniz, que nunca chegou a entrar em funcionamento.[carece de fontes?]

### Combustíveis
O abastecimento de todos os combustíveis derivados do petróleo que são consumidos na área metropolitana, tanto na forma líquida (gasolina e gasóleo), como gás butano, são produzidos na refinaria da Petronor na costa biscainha, nos municípios de Musques e Abanto e Ciérvana. A Petronor (Petróleos del Norte S.A.) foi fundada em Bilbau em 1968 e em 2011 os seus accionistas eram a Repsol (85,98%) e a Bilbao Bizkaia Kutxa (14,02%).
A refinaria da Petronor é a maior de Espanha, com uma capacidade de tratamento de 11 milhões de toneladas por ano. As suas instalações estão ligadas por oleodutos aos cais portuários de Punta Lucero, a 5 km de distância, e ao terminal da Compañía Logística de Hidrocarburos (CLH) em Santurce, através do qual se liga com a rede espanhola de oleodutos e a diversas instalações industriais da região. A partir deste terminal, camiões-cisterna abastecem todo o País Basco.

## Transportes e comunicações

### Parque automóvel
Em 2008 havia em Bilbau 185 728 veículos automóveis (140 036 automóveis ligeiros, 24 360 camiões e furgonetas e 21 332 veículos doutros tipos), o que corresponde a um rácio de 396 automóveis por cada mil habitantes, um valor inferior à média da província, que era de 426. O número de viaturas de transporte era elevado, o que indica a existência de um grande número de transportadores  de mercadorias de carácter individual ou de pequenas empresas ou cooperativas e se reflete na importância do trânsito desse tipo de veículos da cidade.

### Rodovias
As principais vias de ligação rodoviária de Bilbau com o exterior são a
Autovía/Autopista (A-8 e AP-8) e a Autopista Basco-Aragonesa (AP-68). Em setembro de 2011 foi inaugurado o primeiro troço duma nova autoestrada, a Variante Sul Metropolitana de Bilbau, mais conhecida como SuperSur, uma variante da AP-8 que faz a circunvalação da cidade e cujo objetivo é descongestionar a A-8 na sua passagem pela cidade; prevê-se que esteja concluída em 2015. Além destas autoestradas, existem diversas autoestradas suburbanas que ligam o centro de Bilbau com os municípios vizinhos.
A Autoestrada do Cantábrico liga a fronteira com França junto a Irun com Baamonde, no município de Begonte, província galega de Lugo, passando por Bilbau. Tem a particularidade de ser autopista com portagem entre Bilbau e França e uma autovía grátis entre Bilbau e a Galiza. É a sucessora da autopista Bilbau-Behovia (Irun), inaugurada em 1971 e tem três saídas em Bilbau (leste, oeste e centro).
A Autopista Basco-Aragonesa liga Bilbau com Saragoça e, indiretamente, com Vitória, Logroño, Pamplona e Madrid. Também passa pelo município a estrada nacional N-634, que vai de São Sebastião a Santiago de Compostela, num percurso paralelo à A-8.

### Aeroporto
O Aeroporto de Bilbau (IATA: BIO, ICAO: LERB), apelidade "La Paloma" (a pomba) devido à sua forma de ave quando visto do ar, encontra-se a 12 km do centro, entre os municípios de Lujua e Sondica e Lujua. É o mais movimentado da costa atlântica espanhola. Em 2011, serviu 4 045 613 passageiros, menos 5,6% que no ano recorde de 2007, quando serviu 428 671 passageiros, e mais 60,1% do que em 2002. Em abril de 2012 operavam no aeroporto 21 companhias aéreas que voavam para 23 destinos, todos na Europa Ocidental.
O aeroporto iniciou a sua atividade a 13 de setembro de 1948, tendo levantado o primeiro voo com destino a Madrid no dia 20. Em 2000 foram inauguradas as novas instalações, da autoria do arquiteto valenciano Santiago Calatrava, as quais foram renovadas seis anos depois devido a várias deficiências, como a falta de acessos para  deficientes e de proteções contra as chuvas e ventos muito frequentes na zona. No início de 2009 começaram obras de ampliação que estão previstas durar até 2014.

### Transportes públicos urbanos terrestres
Os transportes públicos de Bilbau e da sua área metropolitana são assegurados por diversas entidades. No que diz respeito a autocarros existem o Bilbobus (urbanos) e o Bizkaibus (interurbanos), além de outras empresas privadas que asseguram diversas ligações locais, nacionais e internacionais. Os serviços ferroviários são assegurados pelo Metro Bilbao (metropolitano), EuskoTran (elétricos), EuskoTren (principalmente comboios suburbanos), FEVE (comboios suburbanos e regionais) e Renfe Cercanías Bilbao (comboios suburbanos e regionais).

#### Autocarros
Bilbobus
O serviço de autocarros urbanos gerido pelo ayuntamiento é comercializado com a marca Bilbobus. Em abril de 2012, a rede tinha 28 linhas de autocarros, 8 linhas de minibus e 8 linhas de autocarros noturnos durante os fins de semana denominados Gautxoris. Desde agosto de 2008 que o serviço está concessionado à multinacional francesa Veolia, após o fim do contrato com a TCSA. No fim de março de 2008 foi anunciado que a empresa espanhola Alsa tinha chegado a acordo com a Veolia para tomar a seu cargo a gestão do Bilbobus.
Bizkaibus
O Bizkaibus é um serviço de autocarros interurbanos gerido pelo Departamento de Obras Públicas e Transportes da Deputação Foral da Biscaia e os seus serviços são prestados por sete empresas diferentes: TCSA, CAV, Encartaciones S.A., PESA, EuskoTren, Autobuses de Lujua e Continental-Auto. A principal função do serviço é ligar os diversos municípios da província com a capital, mas também liga diversos municípios menores entre eles. Além disso, assegura as ligações entre o aeroporto e o centro da cidade com o Termibus, o principal terminal rodoviário de Bilbau, e algumas linhas ligam Bilbau a alguns municípios de Guipúscoa e Álava.
Outras linhas regulares
As empresas Encartaciones S.A., ALSA, PESA, La Unión-La Burundesa, Continental Auto, Bilman Bus, Vivasa, Unión Bus e Atlassib, entre outras operam várias ligações nacionais e internacionais a partir do Termibus.

#### Serviços ferroviários

##### Metropolitano
O Metro de Bilbau começou a ser planeado em finais da década de 1970 e foi inaugurado a 11 de novembro de 1995, tendo então 23 estações entre o Casco Velho a Plentzia. A rede é em forma de Y (situação em abril de 2012), com duas linhas que percorrem ambas as margens da ria e confluem no distrito de Deusto num tronco comum, que atravessa a cidade até chegar ao município de Basauri.
Estava previsto que em 2012 entrasse em funcionamento uma terceira linha, que ligará Echévarri con o bairro de Matico, no distrito de Uríbarri, servindo mais de 71 000 pessoas. Estão em projeto mais duas linhas: a 4, que ligará a estação Moyúa a Recalde, e a 5, entre Echévarri e Galdácano.
O projeto das estações é da autoria da equipa do arquiteto britânico Norman Foster. Baseadas em aço, vidro e betão, a ideia era conseguir um desenho urbano, amplo e cómodo. Um aspeto relevante e característico é a estrutura dos acessos, baseados em vidro, os quais são chamados carinhosamente de "fosteritos", pela relação com o seu arquiteto.[carece de fontes?]

##### Elétricos
A primeira linha de carros sobre carris de Bilbau foi inaugurada a 9 de setembro de 1876,  ligando o Casco Velho com Zorrozaurre, no distrito de Deusto. Segundo outras fontes, quatro anos antes, em 1872, teria entrado em funcionamento uma linha entre o centro da cidade e a praia de Las Arenas, em Guecho. O veículo era de tração animal, como era usual naquela época. Mais tarde essa linha chegaria a Algorta e em 1882 foi inaugurada uma segunda linha com destino a Santurce. Esta última foi eletrificada a 1 de fevereiro de 1896, constituindo a primeira linha de elétricos de Espanha. A linha de Algorta seria eletrificada no dia 10 de novembro do mesmo ano. Até 1919 chegaram a existir onze linhas  de elétricos que ligavam vários bairros de Bilbau e doutros municípios. No entanto, a aparição de tróleis a 20 de junho de 1940 implicou a supressão gradual das linhas de elétricos — a última foi encerrada em 1964. Por sua vez, os tróleis também foram substituídos por autocarros convencionais. A 28 de outubro a tração elétrica desapareceu dos transportes públicos urbanos de Bilbau.
Vinte anos depois, em 1998, foi assinado um convénio entre o Departamento De Transportes do Governo Basco, o ayuntamiento e a sociedade Bilbao Ría 2000 para a construção de uma nova linha de elétricos. A Linha A foi inaugurada a 18 de dezembro de 2002, entre Achuri e San Mamés. Desde então ocorreram sucessivas ampliações, agregando estações intermédias e estendendo a linha até Basurto e Recalde. Os novos elétricos são operados pela empresa do governo basco Eusko Trenbideak - Ferrocarriles Vascos sob marca EuskoTran.

#### Comboios
O serviço ferroviário suburbano é assegurado pela Renfe Cercanías Bilbao e conta com três linhas. A linha C-1 (Bilbau-Abando - Santurce) é a de maior movimento e serve os municípios da margem esquerda da ria. A linha C-2 (Bilbau-Abando - Musquiz) segue o mesmo percurso que a C-1 até Baracaldo, de onde diverge para a bacia mineira. A linha C-3 (Bilbau-Abando - Orduña) segue o curso do rio Nervión quase até á sua nascente.
As ligações ferroviárias de longo curso com o resto de Espanha são asseguradas pelos serviços Alvia e Arco através da linha Bilbau-Miranda de Ebro-Castejón, que também prestam serviços noturnos. As obras da nova  linha de alta velocidade que ligará a capital biscainha com Madrid através do chamado "Y basco" estão na fase final. O "Y basco" fará com que Bilbau ganhe 85 000 m2 devido às linhas que vão passar a ser subterrâneas. A nova linha implica também a completa remodelação da estação de Abando.
EuskoTren
A EuskoTren opera três linhas suburbanas que ligam o centro da cidade com Lezama, Bermeo e Ermua e uma linha regional que liga Bilbau a São Sebastião. A empresa também tem a seu cargo algumas linhas do Bizkaibus.
FEVE
A Ferrocarriles de Vía Estrecha (FEVE) opera a linha suburbana B-1 (Bilbau-Balmaseda), que liga Bilbau aos municípios da comarca de Las Encartaciones. O troço de atravessa o bairro de Basurto é subterrâneo. Além disso, os FEVE têm duas linhas regionais, que ligam Bilbau com Santander pela costa, e com Leão, através da linha de La Robla. A estação terminal dessas linhas, Bilbao-Concordia, está incluída no percurso do "El Transcantábrico", um comboio turístico que percorre a Cornija Cantábrica durante oito dias e sete noites.

#### Funiculareelevadores
A empresa municipal Funicular de Artxanda, S.A. tem a seu cargo a gestão de 15 elevadores e do funicular de Archanda, instalado no Monte Archanda e que foi inugurado a 7 de outubro de 1915.

### Transportes marítimos
Desde 1993 que a companhia britânica P&O Ferries teve ligações entre o porto de Bilbau, em Santurce, com Portsmouth, em Inglaterra, efetuadas pelo ferry boat Pride of Bilbao todos os três dias. Em 2006 o serviço transportou mais de 200 000 passageiros, mas o serviço foi suspenso em novembro de 2010 devido à sua pouca rentabilidade. Em abril de 2011, a companhia Brittany Ferries oferecia duas travessias semanais de ida e volta entre Portsmouth e Bilbau. Em 2010, o tráfego de passageiros no Porto de Bilbau foi de 44 522 embarques, 48 604 desembarques e 71 898 em trânsito.
Entre 18 de maio de 2006 e 15 de março de 2007, a companhia espanhola Acciona Trasmediterránea também ofereceu duas ligações semanais entre Santurce e Portsmouth efetuadas pelo ferry boat Fortuny. Nos 10 meses que esse serviço funcionou foram trasnportados 20 000 passageiros.